# Suika Game
Suika Game (スイカゲーム?, Suika gēmu, lett. "Il gioco dell'anguria") è un videogioco rompicapo sviluppato e pubblicato da Aladdin X.
Originariamente sviluppato per il videoproiettore popIn Aladdin, il gioco è stato convertito per Nintendo Switch e distribuito inizialmente in Giappone nel dicembre 2021. Nel 2023 il gioco è diventato popolare sulle piattaforme di live streaming, ricevendo una versione gratuita per browser e una conversione per iOS. In Giappone stati realizzati anche adesivi per Line dedicati al gioco. Nel 2024 è stato distribuito un contenuto scaricabile a pagamento che introduce una modalità multigiocatore.